# Aus Italien
Aus Italien, op. 16 (Da Itália) é um poema sinfônico para orquestra completa composto por Richard Strauss em 1886. Foi inspirado pela visita que o compositor fez à Itália (incentivado por Brahms) no verão daquele mesmo ano. Strauss passou pelas cidades de Roma, Bolonha, Nápoles, Sorrento, Salerno e Capri. Ele começou a escrever a obra durante a viagem.
A obra completa foi o primeiro poema sinfônico de Strauss, terminada em Munique no dia 12 de setembro de 1886. O autor deu-lhe o nome de 'Fantasia Sinfônica' e o dedicou a seu mentor Hans von Bülow. É a única obra de Richard Strauss para a qual ele próprio escreveu um programa específico. Sua duração completa é de pouco mais de quarenta minutos.
Strauss incorporou a melodia de "Funiculì, Funiculà" à sinfonia, pensando tratar-se de uma canção tradicional italiana.  Quando Luigi Denza, que havia composto "Funiculì, Funiculà" em 1880, descobriu o fato, processou Strauss para receber 'royalties' e ganhou a causa.

## Primeira apresentação
Em Munique, no dia 2 de março de 1887, tocada pela orquestra da corte conduzida pelo próprio compositor. Johanna, irmã de Strauss, afirmou mais tarde que os primeiros três movimentos foram recebidos com aplauso, enquanto o último foi ridicularizado com assovios. Norman Del Mar, autor de uma biografia do compositor, difere de Johanna, ao dizer que os três primeiros movimentos não foram bem recebidos pelo público, enquanto que o ato final teve reação mista, sendo recebido tanto com aplausos como vaias.  Strauss achava que seu primeiro poema sinfônico era algo inédito e revolucionário, e mostrou-se satisfeito com o resultado apesar das críticas à sua première.

## Instrumentação
Aus Italien foi composta para os seguintes instrumentos:
| Instrumentos de Sopro Flautim 2 Flautas 2 Oboés (o segundo funcionando como um corne inglês) 2 Clarinetas em Si bemol 2 Fagotes Contrafagote Metais 4 Trompas em Fá 2 Trompetes em Dó 3 Trombones | Percussão Tímpano Caixa Pandeiro Pratos Triângulo Cordas Harpa Violinos I, II Violas Violoncelos Contrabaixos |

## Discografia (Apresentações somente da obra completa)
| Maestro            | Orquestra                                                          | Data  |
| ------------------ | ------------------------------------------------------------------ | ----- |
| Arthur Rother      | Orquestra Sinfônica da Rádio Berlim                                | 1949  |
| Clemens Krauss     | Orquestra Filarmônica de Viena                                     | 1953  |
| Henry Swoboda      | Orquestra Sinfônica de Viena                                       | 1953  |
| Otakar Trhlík      | Orquestra Filarmônica Estadual de Ostrava (Filarmônica de Janácek) | 1971? |
| Rudolf Kempe       | Staatskapelle Dresden                                              | 1974  |
| Neeme Järvi        | Orquestra Nacional Escocesa                                        | 1988  |
| Vladimir Ashkenazy | Orquestra de Cleveland                                             | 1989  |
| Riccardo Muti      | Berliner Philharmoniker                                            | 1989  |
| Zdenek Kosler      | Orquestra Filarmônica da Eslováquia                                | 1990  |
| David Zinman       | Orquestra Tonhalle, de Zurique                                     | 2000  |

Também há uma versão para dois pianos, com a dupla Begonia-Uriarte Mrongovius e Karl-Hermann Mrongovius, gravada em 1985.